# Poschiavo
Poschiavo és un municipi del cantó dels Grisons (Suïssa), situat al districte Regió de Bernina, i principal poble de la Vall de Poschiavo.